# (32031) Joyjin
2000 JC16 (asteroide 32031) é um asteroide da cintura principal. Possui uma excentricidade de 0.12871040 e uma inclinação de 5.67063º.
Este asteroide foi descoberto no dia 5 de maio de 2000 por LINEAR em Socorro.